# Tupi or not Tupi, that is the question
Tupi or not Tupi, that is the question (na grafia original: Tupy or not Tupy, that is the question) é uma trocadilho presente no Manifesto Antropófago lançado pelo grupo de artistas modernistas reunido em torno de Oswald de Andrade que produzia a "Revista da Antropofagia".
Do grupo também fazia parte Patrícia Galvão, a Pagu, companheira de Oswald. O manifesto foi publicado em "Piratininga Ano 374 da Deglutição do Bispo Sardinha."
Outras frases do Manifesto Antropófago também ficaram famosas, como a abertura:
- "Só a Antropofagia nos une. Socialmente. Economicamente. Filosoficamente."
- "Só me interessa o que não é meu."
- "A alegria é a prova dos nove."